# Lefkada (Gemeinde)
Die Gemeinde Lefkada (griechisch Δήμος Λευκάδας) ist eine mit der griechischen Verwaltungsreform 2010 errichtete Gemeinde, die aus der Fusion von fünf Gemeinden und Landgemeinden gebildet wurde und die gesamte Insel Lefkada mit Nebeninseln sowie den größeren Teil der Inselgruppe Tilevoides umfasst. Verwaltungssitz ist die Stadt Lefkada. Zusammen mit der Gemeinde Meganisi bildet sie den Regionalbezirk Lefkada der Region Ionische Inseln.

## Verwaltungsgliederung
| Gemeindebezirk | griechischer Name           | Code   | Fläche (km²) | Einwohner 2011 | Stadtbezirk/Ortsgemeinschaften (Δημοτική / Τοπική Κοινότητα)                                                               | Lage |
| -------------- | --------------------------- | ------ | ------------ | -------------- | --- | ---- |
| Lefkada        | Δημοτική Ενότητα Λευκάδος   | 360101 | 059,304      | 13.490         | Lefkada, Agios Nikitas, Alexandros, Apolpena, Kalamitsi, Kariotes, Katouna, Tsoukalades                                    |      |
| Apollonii      | Δημοτική Ενότητα Απολλωνίων | 360102 | 125,143      | 02.768         | Agios Ilias, Agios Petros, Athani, Chortata, Dragano, Evgiros, Komili, Kondarena, Marandochori, Nikolis, Syvros, Vournikas |      |
| Ellomenos      | Δημοτική Ενότητα Ελλομένου  | 360103 | 054,881      | 03.570         | Charadiatika, Fterno, Katochori, Neochori, Nydri, Platystoma, Poros, Vafkeri, Vlycho                                       |      |
| Kalamos        | Δημοτική Ενότητα Καλάμου    | 360104 | 025,187      | 00496          | Kalamos |      |
| Karyas         | Δημοτική Ενότητα Καρυάς     | 360105 | 030,968      | 00871          | Englouni, Karya, Pigadisani                                                                                                |      |
| Kastos         | Δημοτική Ενότητα Καστού     | 360106 | 006,065      | 00080          | Kastos |      |
| Sfakiotes      | Δημοτική Ενότητα Σφακιωτών  | 360107 | 030,273      | 01.377         | Asprogerakata, Drymonas, Exathia, Kavallos, Lazarata, Pinakochori, Spanochori                                              |      |
| Gesamt         | Gesamt                      | 3601   | 331,821      | 22.652         | |      |